# Patagonian Expedition Race
De Patagonian Expedition Race is een jaarlijkse meerdaagse adventurerace die de deelnemers door ongerepte stukken wildernis van Chileens Patagonië neemt. Tot twintig vierkoppige gemengde teams van over de hele wereld reizen dan af naar het uiterste zuiden van Zuid-Amerika om het tegen elkaar en de klok op te nemen in wat "The Last Wild Race" ("De laatste wilde race") wordt genoemd. 
Het parcours wordt hoofdzakelijk afgelegd door een mix van 4 disciplines; trekking, kayaking, oriëntatielopen en mountainbiken.  Daarnaast wordt er tijdens de trekking-en-orientatie-stukken vaak geïmproviseerd en beroep gedaan op aanvullende disciplines zoals alpinisme en abseiltechnieken om zo snel mogelijk de checkpoints te bereiken.

## NIGSA en het ecosysteem
De race, opgericht door geoloog Stjepan Pavicic, wordt georganiseerd door Nómadas International Group SA (kortweg NIGSA) en heeft de bedoeling het grote publiek te laten kennismaken met de fragiele Patagonische natuur. Hoewel deze schijnbaar ongerept en meedogenloos is, wordt het toch noodzakelijk geacht haar te beschermen tegen onder meer mijnbouw en andere nefaste menselijke activiteit. Ook de bescherming van inheemse soorten tegen agressievere uitheemse soorten is prioritair. Vooral de Canadese bever, die 60 jaar geleden werd uitgezet in een poging om een pelsindustie te ontwikkelen, is vernietigend voor het landschap, aangezien hij er geen natuurlijke vijanden heeft. Daarnaast heeft NIGSA ook een fonds ter bescherming van de met uitsterven bedreigde huemul, een hert dat voorkomt in het zuidwesten van de Andes.

## De race
Het parcours van de Patagonian Expedition Race wordt voor elke editie herschreven en varieerde in lengte al van 520 km tot 1112 km over 9 tot 14 dagen. Het aantal teams wordt beperkt tot 20 teneinde de impact op de omgeving tot een minimum te beperken.
De teams bepalen zelf hun tempo en strategie om de opeenvolgende checkpoints te bereiken. Indien dat niet op tijd lukt worden ze gediskwalificeerd. De tijdsdruk en de loodzware fysieke inspanningen, gecombineerd met het uiterst wisselvallige weer in de regio, dragen ertoe bij dat doorgaans slechts 30 % tot 40 % van de teams de finishlijn haalt en het verschil in tijd tussen de teams vaak in dagen kan worden uitgedrukt.

## Sponsors en partners
Wenger, bekend als fabrikant van Zwitserse zakmessen, was afgelopen edities de hoofdsponsor en mocht daardoor zijn naam aan de race lenen (Wenger Patagonian Expedition Race). Daarnaast rekent NIGSA vooral op lokale ondersteuning, onder meer voor het logistieke aspect van de race.
Ook de Chileense overheid ondersteunt de race en de Chileense zeemacht helpt mee om de veiligheid van de teams te garanderen.

## Olympische erkenning
De Patagonian Expedition Race wordt sinds oktober 2007 door het Nationaal Olympisch Comité van Chili erkend en is daarmee momenteel de enige adventurerace met een Olympische erkenning. Ondanks het feit dat de race zelf geen olympische disciplines bevat, wordt het toch geloofd vanwege de sportieve geest en waarden die het uitdraagt.

## Lijst met winnaars
- 2012: Adidas TERREX/Prunesco (Verenigd Koninkrijk/Nieuw-Zeeland/Spanje): Nick Gracie, Sarah Fairmaid, Stuart Lynch, Albert Roca
- 2011: Adidas TERREX/Prunesco (Verenigd Koninkrijk): Bruce Duncan, Fiona Spotswood, Nick Gracie, Mark Humphrey,
- 2010: Helly Hansen-Prunesco (Verenigd Koninkrijk): Nicola Macleod, Andrew Wilson, Mark Humphrey, Bruce Duncan
- 2009: Helly Hansen-Prunesco (Verenigd Koninkrijk): Nicola Macleod, Andrew Wilson, Mark Humphrey, Bruce Duncan
- 2008: Authentic Nutrition (Frankrijk / USA): Bruno Rey, Teresa Ellen Dewitt, Cyril Margaritis, Philippe Danneau
- 2007: TSL – La Clusas (Frankrijk): Jerome Bernard, Cathy Ardito, Frédéric Charles, Laurent Ardito
- 2006 Winter: Nike-GNC (Chili): Victor González, Diego Banfi del Río
- 2006: Buff (Spanje / Duitsland): Chemari Bustillo, Javier Rodriguez, Juanjo Alonso, Ann-Christine Meidinger
- 2005: La Clusaz Raid Aventure (France): Laurent Ardito, Cathy Ardito, Frédéric Freddow, Jerome Bernard
- 2004: Xinix Water Purification (New Zealand / USA): Robyn Benincasa, Neil Jones, Christopher Morrissey, Jeff Mitchell

## Film
Jaarlijks verschijnt er een documentaire over de race die het wel en wee van de teams vastlegt. De versie over de 9e editie (2011) genoot bijzonder veel internationale belangstelling. De documentaire kreeg de titel The Last Wild Race mee en wist 4 nominaties te verzilveren op onderstaande filmfestivals:
- Winnaar BEST ENVIRONMENTAL FILM: op het Colorado Film Festival van 2011
- Winnaar BEST ENVIRONMENTAL FILM: op het Yosemite Film Festival van 2011
- Winnaar BESTE FILM: op het Vanka Regule Film Festival(Kroatië) van 2011
- Winnaar in de categorie AVONTUUR EN SPORT op het Killarney Adventure Film Festival 2011
- Finalist op het New Zealand Mountain Film Festival 2011
- OFFICIËLE SELECTIE voor het Breckenridge Festival of Film 2011
- OFFICIËLE SELECTIE voor het Danish Adventure Film Festival 2011